# Gospodarka w Siedlcach
Gospodarka w Siedlcach – całokształt działalności gospodarczej prowadzonej w Siedlcach.

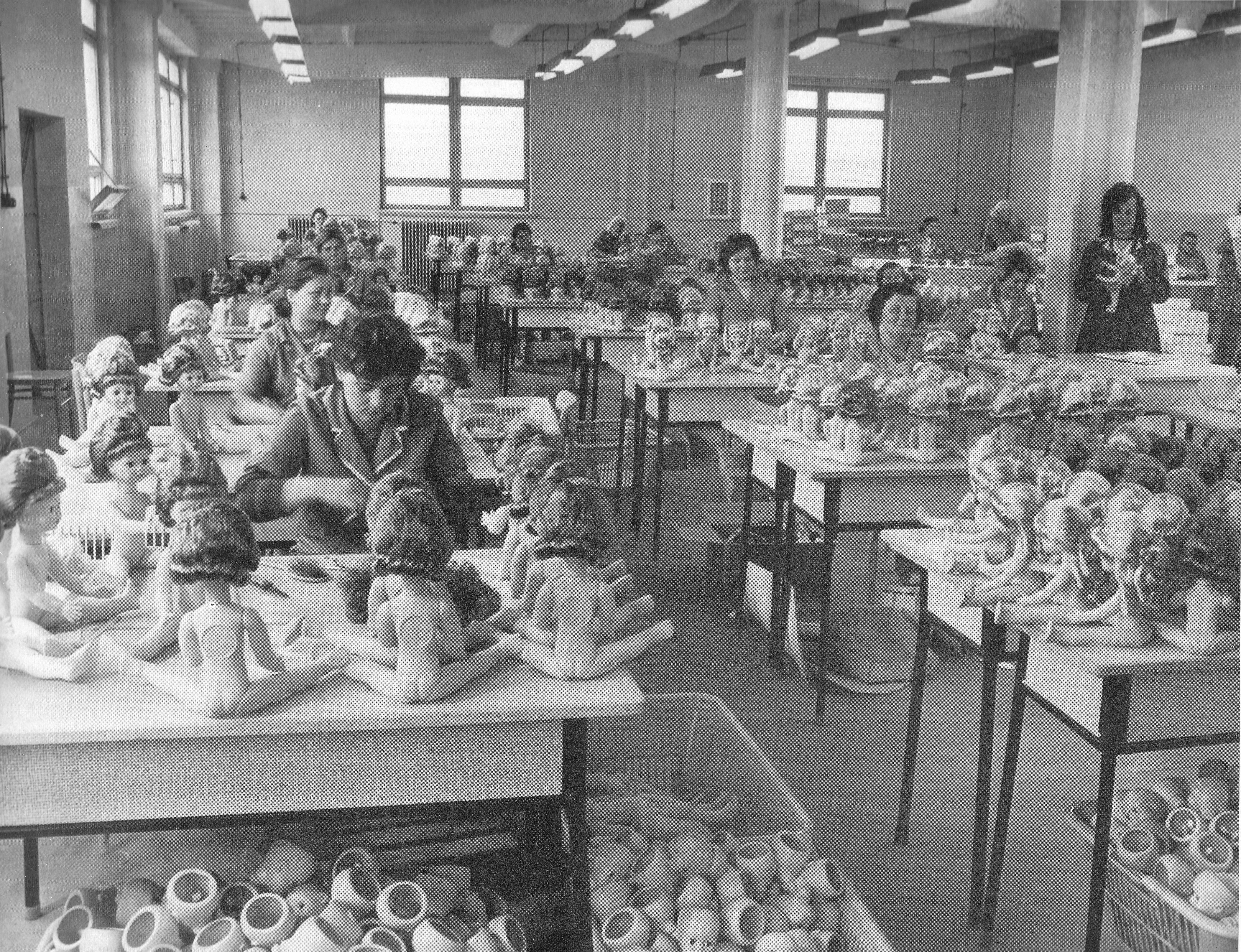
Spółdzielnia Zabawkarska „Miś” w Siedlcach, lata 70.

## Struktura podmiotów gospodarczych
Klasyfikacja przedsiębiorstw według Polskiej Klasyfikacji Działalności, w oparciu o dane gospodarcze ze strony UM.
| Typ działalności | Ilość |
| --- | ----- |
| Rolnictwo | 217   |
| Przetwórstwo przemysłowe                                                                                            | 610   |
| Budownictwo | 578   |
| Handel hurtowy i detaliczny; naprawa pojazdów samochodowych, motocykli oraz artykułów użytku osobistego i domowego  | 2629  |
| Hotele i restauracje                                                                                                | 163   |
| Transport, gospodarka magazynowa i łączność                                                                         | 588   |
| Pośrednictwo finansowe                                                                                              | 346   |
| Obsługa nieruchomości, wynajem i usługi związane z prowadzeniem działalności gospodarczej                           | 1224  |
| Administracja publiczna i obrona narodowa; obowiązkowe ubezpieczenia społeczne i powszechne ubezpieczenia zdrowotne | 28    |
| Edukacja | 245   |
| Ochrona zdrowia i pomoc społeczna                                                                                   | 449   |
| Działalność usługowa komunalna, społeczna i indywidualna, pozostała                                                 | 657   |
| Razem | 7734  |

## Przemysł

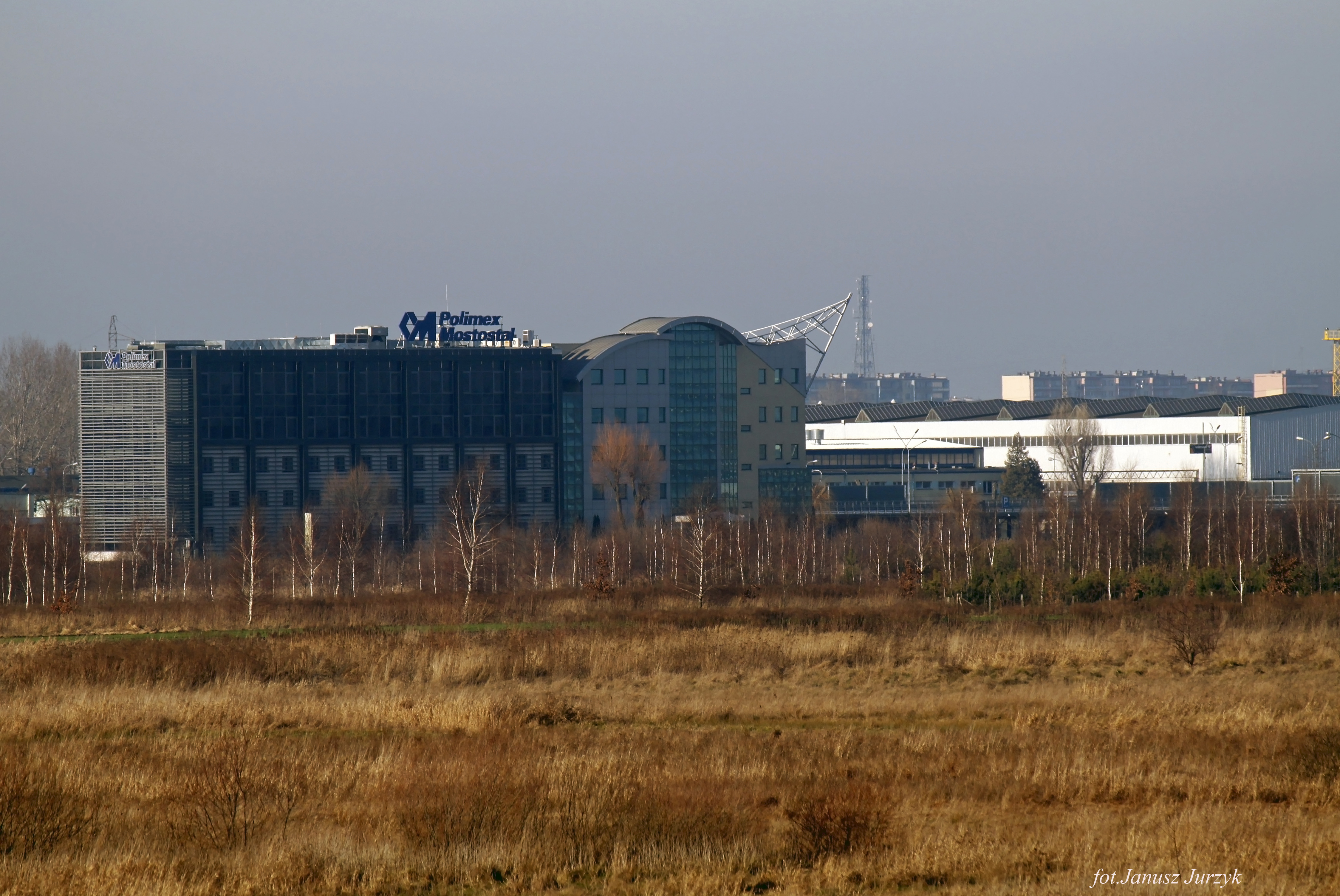
Polimex-Mostostal

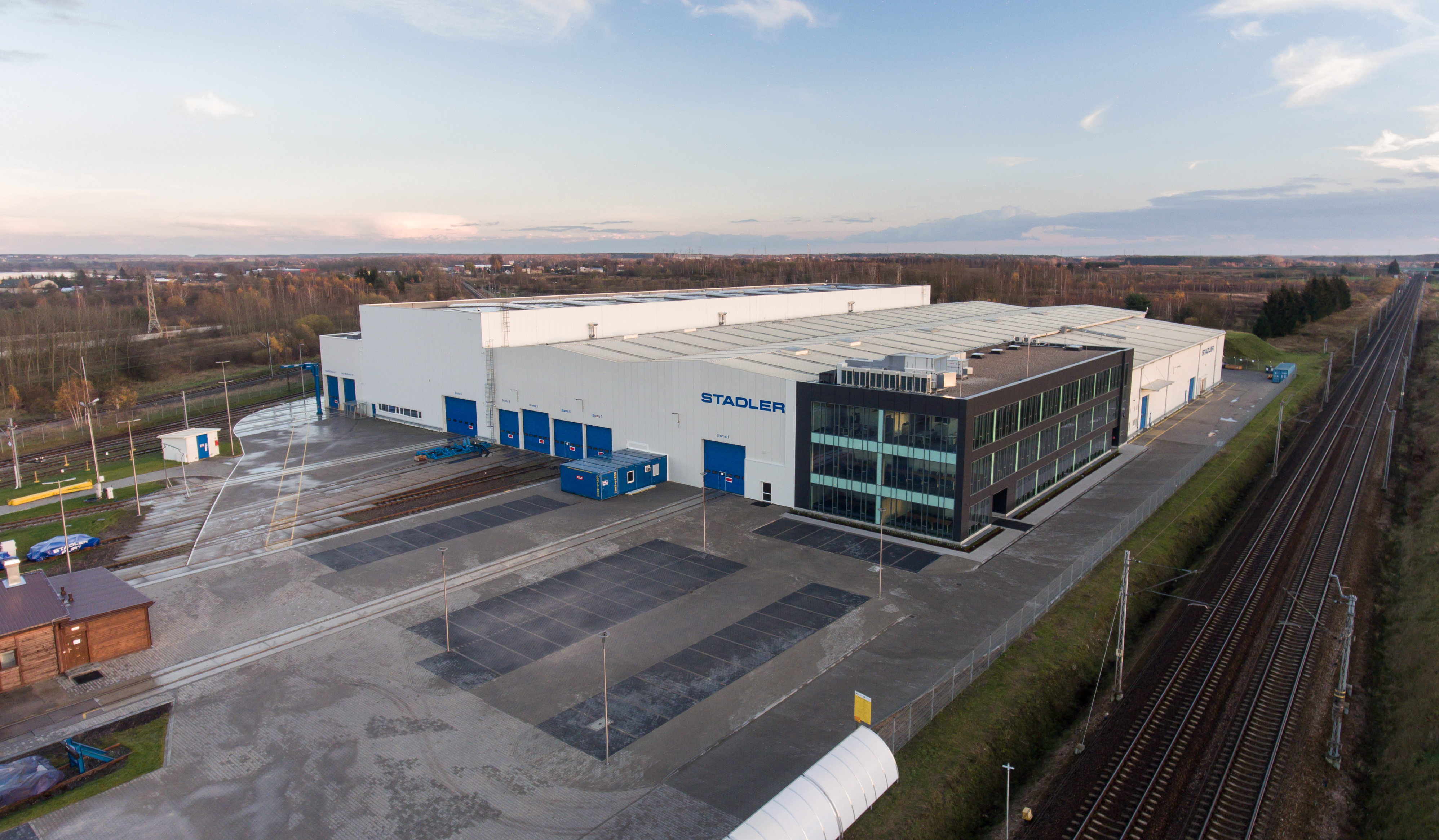
Stadler Polska

Siedlce przed 1989, były ważnym ośrodkiem rozwoju przemysłu ciężkiego, co było zgodne z ówczesnymi założeniami strategicznymi Polski.
Powstały wtedy:
- Odlewnia Staliwa Stalchemak
- Zakład Przemysłu Dziewiarskiego „Karo”
- Producent zabawek pluszowych – Spółdzielnia Pracy „Miś”

Obecnie zakłady nie istnieją, bądź są w fazie likwidacji
Po zmianie systemu w latach 90., został położony nacisk na rozwój gałęzi przemysłu lekkiego, głównie rolno-spożywczego.
Obecnie jest to ośrodek przemysłu przetwórczego, głównie spożywczego, maszynowego, mechanicznego i środków transportu.
Lista przedsiębiorstw działających w Siedlcach, które zatrudniają ponad 500 osób
- Polimex-Mostostal S.A. – producent lekkich konstrukcji stalowych, oraz wykonawcą robót budowlanych w Polsce i za granicą;
- Siedleckie Zakłady Drobiarskie Drosed S.A. – producent gotowych wyrobów drobiarskich, głównie pasztetu Podlaskiego;
- Podlaska Wytwórnia Wódek Polmos Siedlce S.A. – producent wyrobów spirytusowych, głównie wódki Chopin;
- Valmont Polska Sp. z o.o. – producent masztów oświetleniowych i energetycznych;
- Stadler Polska Sp. z o.o. – producent pojazdów szynowych, m.in. FLIRT i GTW;
- Cargill Polska Sp. z o.o. – producent pasz i nawozów sztucznych;
- Spółdzielczy Producent Sprężyn PSI;
- Okręgowa Spółdzielnia Mleczarska (OSM Siedlce);
- Kwangijn ZPP Poland Sp. z o.o. – producent części zamiennych do samochodów;
- PZL-Wola S.A. – Zakłady Mechaniczne w Siedlcach Sp. z o.o.;
- Fenes S.A. – producent narzędzi skrawających;
- Staff – dziewiarski zakład produkcyjno-usługowy

### Deweloperzy
Swoje siedziby mają tutaj przedsiębiorstwa deweloperskie sprzedające mieszkania (i domy) zarówno w Siedlcach, jak i w Warszawie oraz Łukowie.
Poza Siedlcami działają przede wszystkim:
- Przedsiębiorstwo Budowlane Konstanty Strus (Bemowo, Praga-Południe, Praga-Północ, Ursynów, Wola)[3]
- Budomatex S.A. (Wesoła)[4]
- M3 Przedsiębiorstwo Budownictwa mieszkaniowego Zdzisław i Leszek Skorupka (Łuków, Stoczek Łukowski)[5]

## Usługi

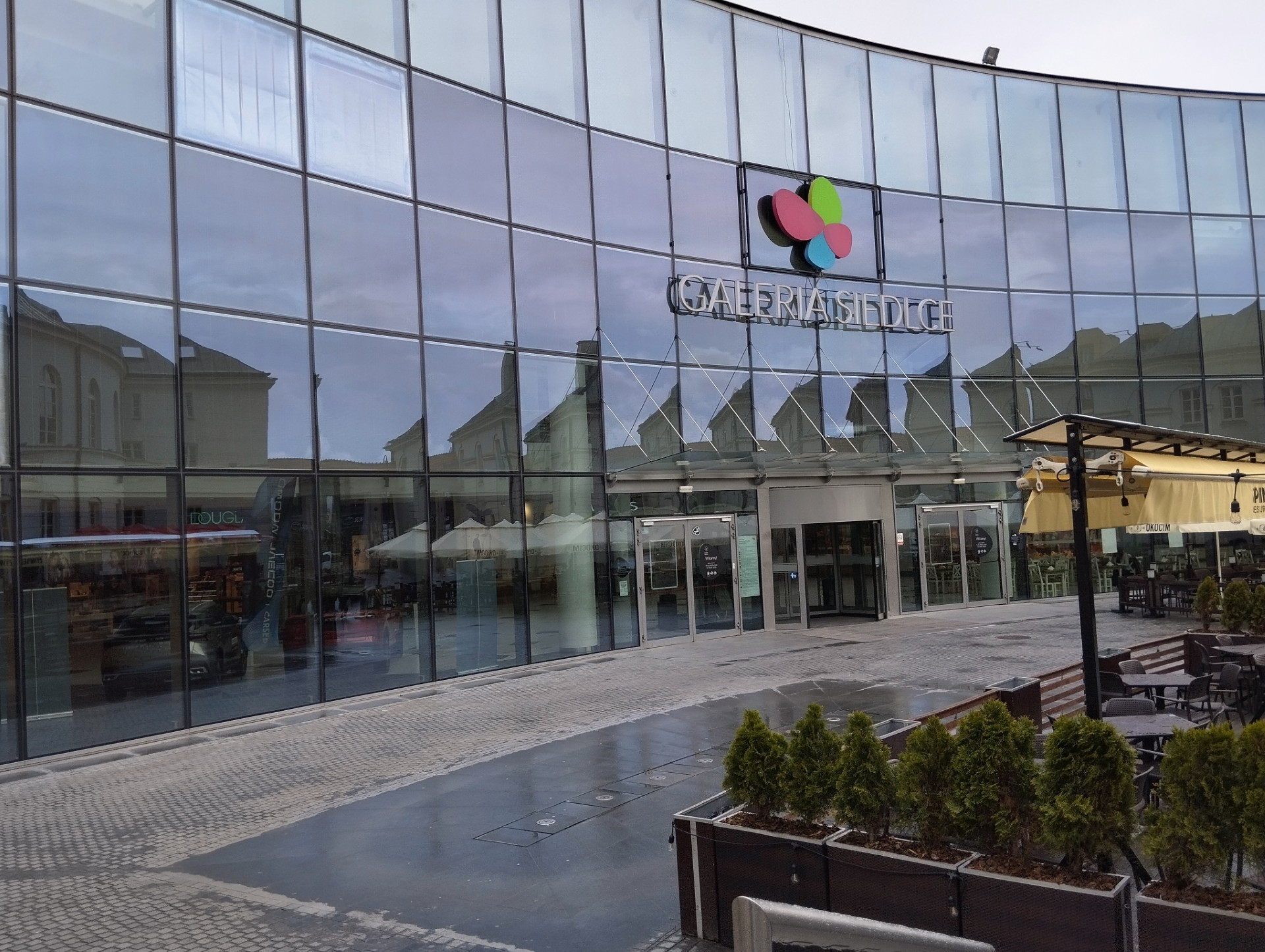
Galeria Siedlce

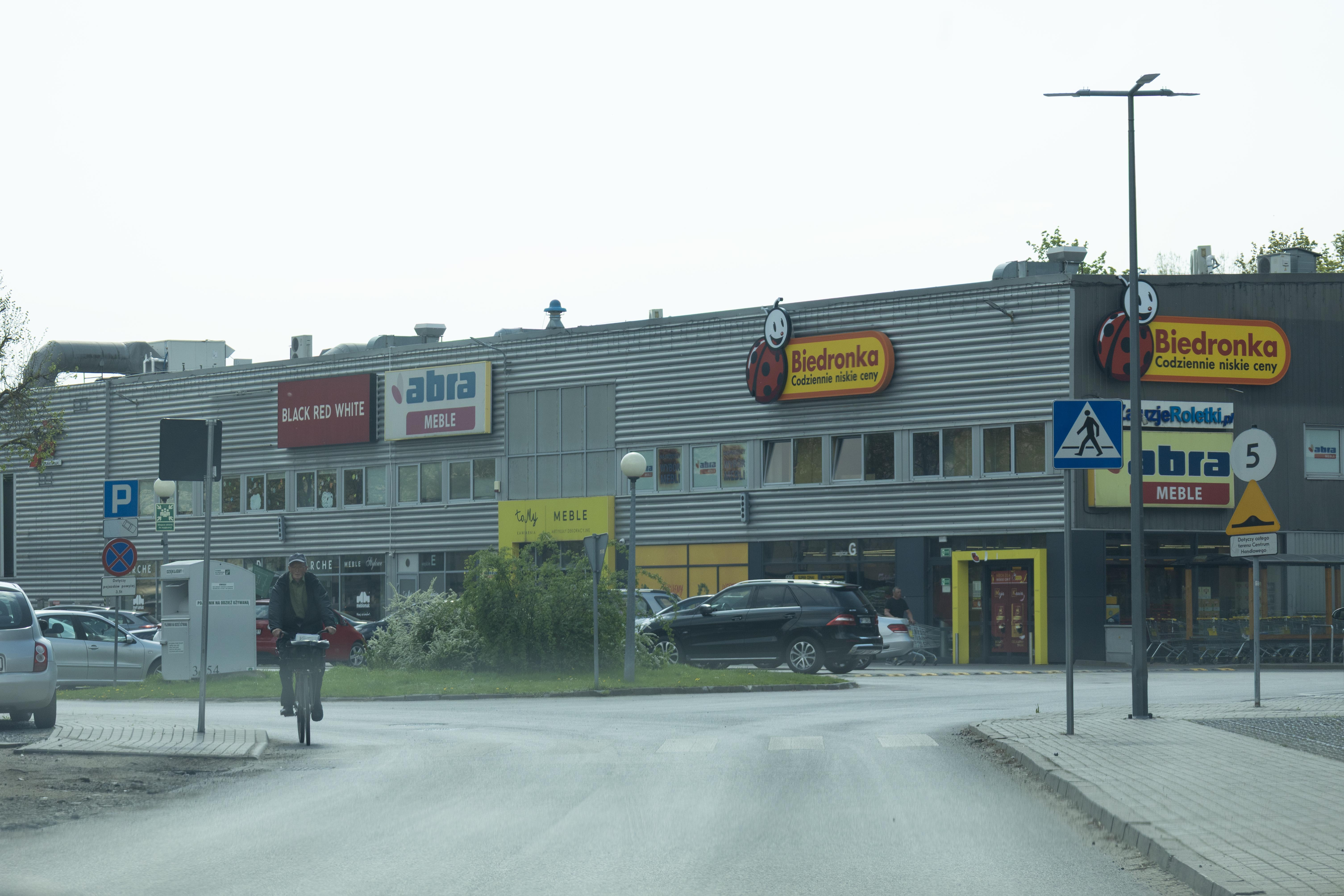
CH Arche

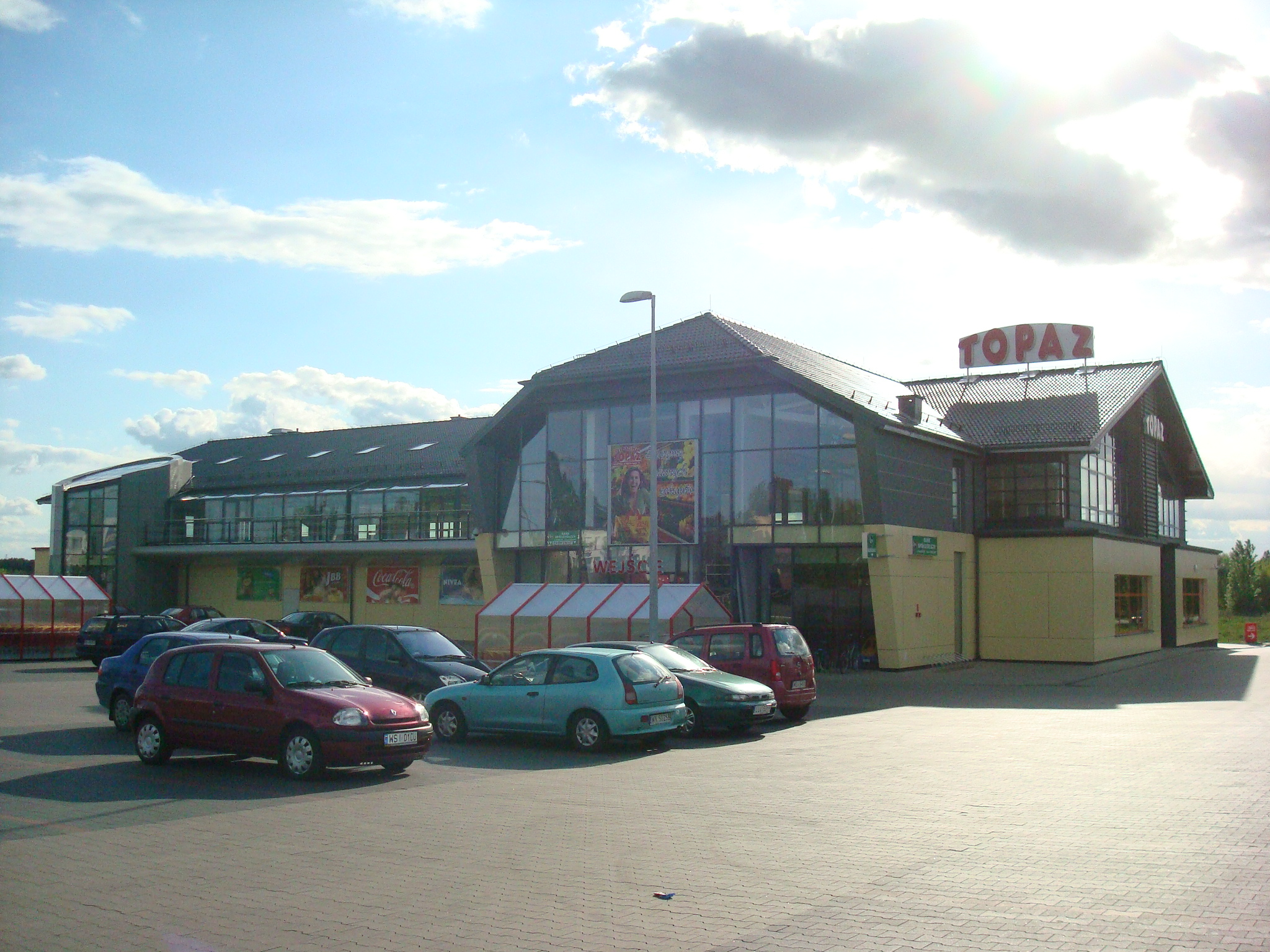
Topaz przy ul. Warszawskiej

### Handel
W mieście działają 2 centra handlowe (CH Arche, Galeria Siedlce) oraz 10 domów handlowych (DH Arka, DH Arkadia, DH Atlas, DH Chester, DH Eldorado, DH Maxim, DH Milenium, DH Olimp, DH Panama, DH Trezor).
Dostępne są tu również sklepy m.in. sieci:
Abra Meble, Biedronka (8), Bricomarché, Carrefour Market, CCC, Douglas, Deichmann (2), Delikatesy Centrum (3), Empik, RTV Euro AGD (2), Eurocash, Jysk, Kaufland, Komfort, drogerie Laboo, Lewiatan, Lidl, Drogerie Natura, Neonet, Media Expert, Media Markt, Mila, PSB Mrówka, Partner, Pepco (2), Rossmann (3), Stokrotka (3), Tesco, Topaz (8), Vobis, Żabka (12), oraz lokalnych: Markety Carlos (3), PSS Społem, RTV Sonex AGD.

### Targowiska
W Siedlcach funkcjonuje zorganizowane targowisko miejskie między ulicami: 11 Listopada, Rynkowa, Czerwonego Krzyża, oraz dwa mniejsze targowiska (głównie z odzieżą) „minibazarek” przy ul. Wojskowej i bazarek „za więzieniem” (nazwa zwyczajowa) między ul. J. Piłsudskiego a ul. Świętojańską. Istnieje też giełda rolna przy ul. Targowej.

### Dealerzy samochodowi
Rozwinięta jest tu także branża sprzedaży samochodów, która obejmuje kilka salonów samochodowych:
Chevrolet, Dacia, Fiat, Ford, Honda, Hyundai, Kia, Opel, Peugeot, Renault, Seat, Škoda, Suzuki, Toyota, Volkswagen, Yamaha.

### Banki
Przedsiębiorstwa świadczące usługi finansowe skupiają się w rejonie ulic: J. Piłsudskiego, Armii Krajowej, J. Kilińskiego.
W Siedlcach swoje oddziały, placówki lub partnerów posiadają następujące banki:
Alior Bank, Bank spółdzielczy w Kałuszynie (filia), Bank spółdzielczy w Siedlcach (siedziba), Powiatowy Bank spółdzielczy w Sokołowie Podlaskim (oddział), BPS, BZ WBK, Credit Agricole Bank Polska, BNP Paribas Bank Polska, ING Bank Śląski, Plus Bank, mBank, Pekao, PKO BP (2 oddziały, centrum korporacyjne), Bank Pocztowy, Santander Consumer Bank (2), SKOK Stefczyka, SKOK im. Unii Lubelskiej, SKOK im. Zygmunta Chmielowskiego.